# Lemmaku
Lemmaku är en by (estniska: küla) i Tudulinna kommun i landskapet Ida-Virumaa i nordöstra Estland. Byn ligger vid Riksväg 88 och vid den meandrande ån Rannapungerja jõgi, mellan kommunens centralort Tudulinna och byn Rannapungerja. I byn finns en unik övertäckt bro från 2013 som har ersatt den gamla raserade träbron över ån.
I kyrkligt hänseende hör byn till Tudulinna församling inom den Estniska evangelisk-lutherska kyrkan.

## Galleri

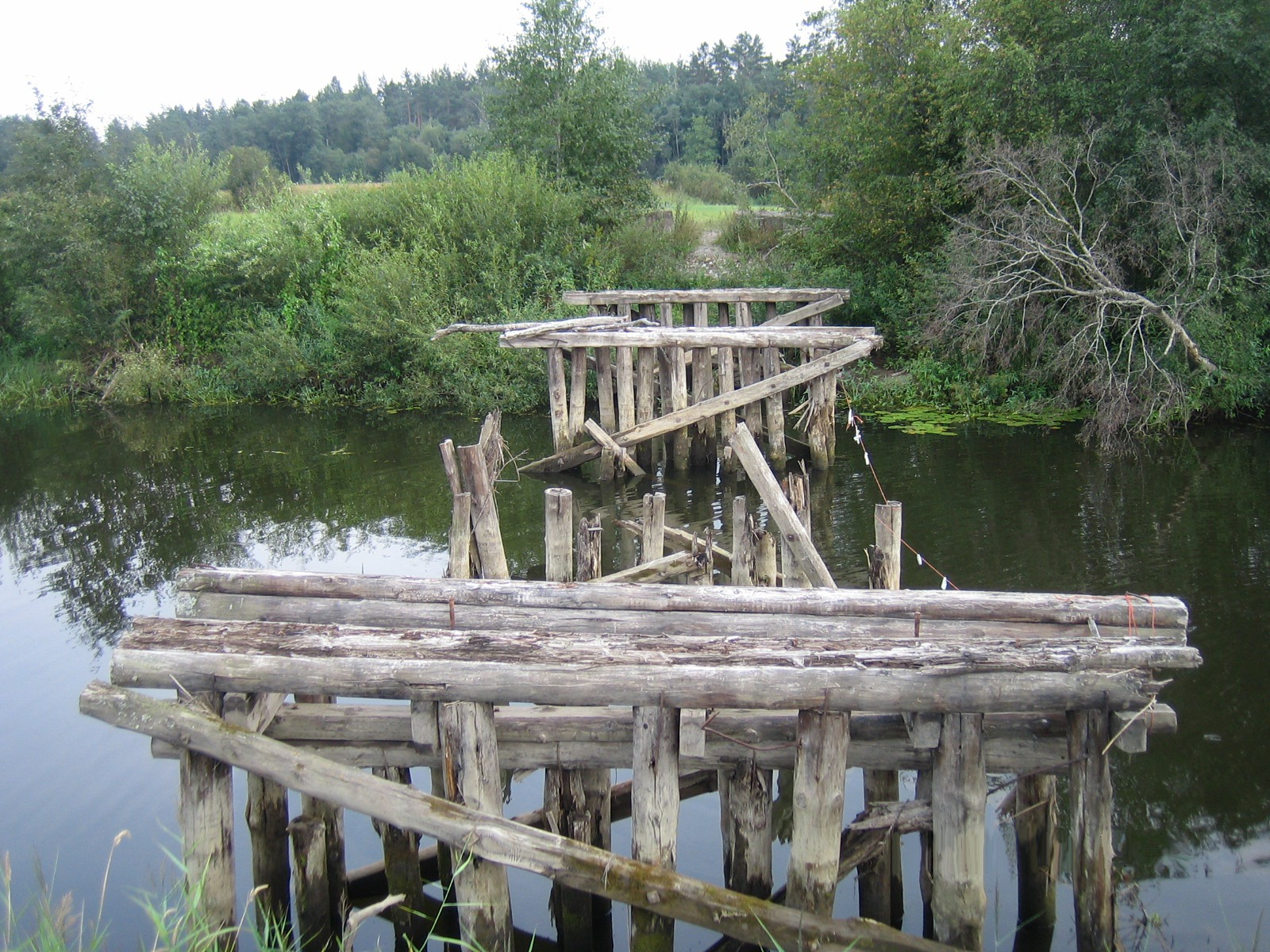
Gamla raserade träbron i Lemmaku (2010).
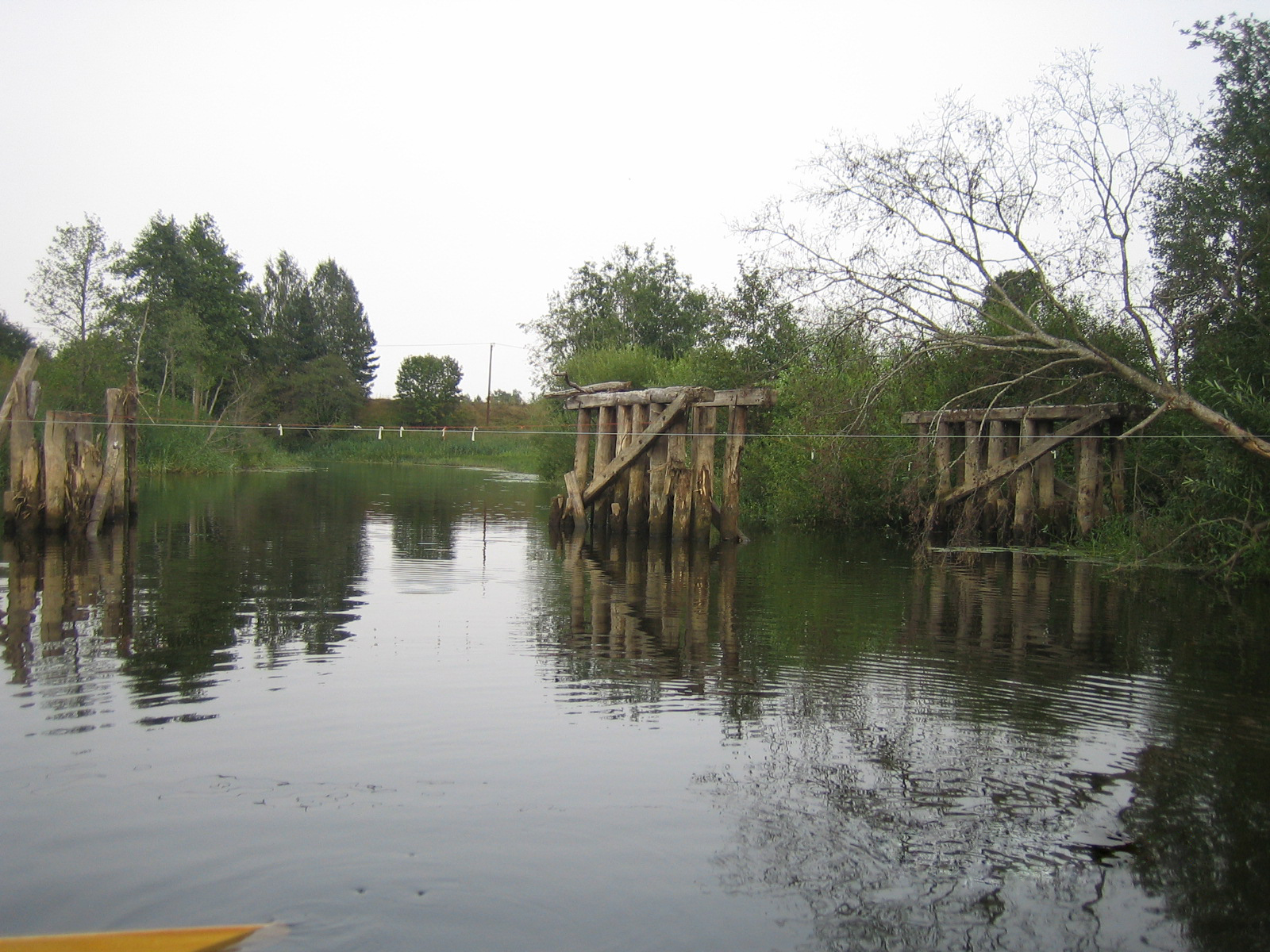
Gamla bron sedd från Rannapungerja jõgi (2010).